# Album 26
Album 26 is het 26ste stripverhaal van De Kiekeboes. De reeks wordt getekend door striptekenaar Merho.

## Verhaal
Kiekeboe eist meer inspraak in zijn eigen strip en bedenkt zelf een verhaal. Zijn eerste versie waarin hij als een soort James Bondfiguur te werk gaat wordt door Merho echter verscheurd "omdat het te onkarakteristiek is". Merho besluit het verhaal opnieuw te beginnen, al wordt de plot voortdurend verstoord door personages die klagen over clichés of hun eigen stereotiepe kledij of karaktertrekken. Ook wordt er het hele album door met het medium strip gelachen: tekstballonnen worden met elkaar verwisseld, decors worden aangepast, Kiekeboes oog wordt door de punt van een tekstballon geraakt, Kiekeboe trapt door het kader, de lezer mag zelf een prent inkleuren,...

## Achtergrond
De cover van een eerste druk en herdruk van dit album verschillen met elkaar. Zo staat bij de eerste druk Kiekeboe links en Fanny rechts, ook de achtergrond is anders. De schaduw van de Viking blijft op beide albums aanwezig.
In strook 38 staat de Bronzen Adhemar als standbeeld op een plein. Merho had deze prijs een jaar eerder gewonnen. In 1991 werd dit beeldje een echt standbeeld in Turnhout.

## Status
Album 26 is een van de populairste Kiekeboealbums, vooral vanwege de vele grappen die Merho rond strips en zijn eigen reeks maakt. Merho zelf vindt het een van zijn favoriete albums. Het was ook het eerste Kiekeboe-album waarin de humor grotendeels zelfreflexief is, iets wat Merho in latere albums zoals Afgelast wegens ziekte, De wereld volgens Kiekeboe, De Simstones en De Heeren van Scheurbuyck opnieuw zou toepassen. In het album Afgelast wegens ziekte toont Fanny extra pagina's die in Album 26 niet gebruikt werden.
In 2014 gingen Boek.be, Stripgids en Radio 1 op zoek naar de beste Belgische strip aller tijden. Album 26 kwam hierbij als winnaar uit de bus.

## Meer informatie
- (https://web.archive.org/web/20190208080711/http://www.stripspeciaalzaak.be/Toppers/BelgenTop100/49_Kiekeboe26.htm)